# Knowl Hill
Knowl Hill es una localidad situada en la parroquia civil de Hurley, en la autoridad unitaria de Windsor y Maidenhead, Inglaterra (Reino Unido). Tiene una población estimada, a mediados de 2019, de 914 habitantes.
Está ubicada al sur de la región del Sudeste de Inglaterra, en el condado ceremonial de Berkshire, al oeste de Londres.